# Arre
Arre är en ort och kommun i provinsen Padova i regionen Veneto i norra Italien. Kommunen hade 2 127 invånare (2018) och gränsar till kommunerna Agna, Bagnoli di Sopra, Candiana, Conselve, Terrassa Padovana.  